# Peter Franzisky
Peter Franzisky (* 1966 in Wolfhagen) ist ein deutscher Autor, Fotograf und Reiseveranstalter, der mehrere Reiseführer für Individualreisende über Oman und die Vereinigten Arabischen Emirate verfasst hat.

## Leben
Peter Franzisky wurde 1966 in Wolfhagen geboren und wuchs in Nordhessen auf. Er studierte Sonderpädagogik und Islamwissenschaft in Köln, bevor er zwei halbjährige Orientreisen unternahm. Er arbeitet als Autor, Fotograf und Reiseveranstalter mit dem Schwerpunkt Orient- und Wüstenreisen.

## Publikationen (Auswahl)

### Reiseführer
- 1996: Kabasci, Kirstin; Oldenburg, Julia; Franzisky, Peter: Vereinigte Arabische Emirate. Handbuch für individuelles Entdecken. 9. Auflage (2019), Bielefeld, Reise Know-How Verlag, ISBN 978-3-8317-3281-4
- 1996: Kabasci, Kirstin; Franzisky, Peter: Finnland : zwischen Mittsommer- und Polarnacht. 11. Auflage (2020), Bielefeld, Reise Know-How Verlag, ISBN 978-3-8317-3332-3
- 1998: Franzisky, Peter (Textautor): Jemen Landkarte. 1. Auflage, München, Polyglott-Verlag, ISBN 978-3-493-61567-8